# А130 (автодорога)
А130 — автомобильная дорога федерального значения от Москвы до границы с Белоруссией, через Рославль.
Это одна из старейших шоссейных дорог России, её построили при Николае I (именно как шоссейную дорогу по терминологии того времени). В то время она обслуживала как западное (на Варшаву), так и южное (на Киев) направления.
Трасса начинается от границы Москвы и Калужской области, далее идёт по Калужской области, пересекая Московское большое кольцо А108 в районе деревни Воробьи (96-й км) и магистраль М3 в районе Обнинска, далее через города Малоярославец, Медынь (пересечение с P93 на Калугу), Юхнов (пересечение с P132 Вязьма — Калуга), на 278-км идёт ответвление на Брянск (P68, через Людиново, Киров). На 296-км ответвляется автодорога P96 на Починок, через Спас-Деменск, Ельню.
Далее идёт по Смоленской области через Екимовичи (с пересечением трассы на Десногорск 6 км), Рославль (пересечение с Р120), заканчивается в районе деревни Серый Камень Шумячского района. Далее идёт как белорусская автодорога Р43 на Кричев.

## История дороги
В деревне Кресты пересекалось с Старой Калужской дорогой.
В деревне Кресты шоссе идёт по Варшавской дороге, шедшей из Подольска от Крымского тракта к западным границам Российской империи.
Маршрут дороги, как и всего Варшавского шоссе, в советское время до середины 1980-х годов имел номер 3.
В соответствии с постановлением Правительства РФ № 928 от 17.11.2010 г. дороге присвоен новый номер А130. Прежний номер (А101) применялся до 31 декабря 2017 г. включительно.

## Состояние дороги
С 2010 год по ноябрь 2014 года проводился местный ремонт дороги с заменой покрытия на участках Малоярославец — Юхнов — Новоалександровский, а также ремонт мостов с организацией реверсивного движения.